# 第32回ベルリン国際映画祭
第32回ベルリン国際映画祭は1982年2月12日から23日まで開催された。

## 概要
コンペティション部門には19本の長編と19本の短編が出品され、ライナー・ヴェルナー・ファスビンダーの『ベロニカ・フォスのあこがれ』が金熊賞を受賞した。
レトロスペクティブ部門ではカーティス・バーンハートやアンソニー・マン、サム・ウッドなど、多くのアメリカ映画が上映された。

## 受賞
- 金熊賞：『ベロニカ・フォスのあこがれ』(ライナー・ヴェルナー・ファスビンダー)
- 銀熊賞
  - 審査員特別賞：『Dreszcze』 (ヴォィチェフ・マルチェフスキ)
  - 監督賞：マリオ・モニチェリ (『Il Marchese del Grillo』)
  - 男優賞：ミシェル・ピコリ (『Une étrange affaire』)、ステラン・スカルスガルド (『Den enfaldige Mördaren』)
  - 女優賞：カトリン・ザース (『Bürgschaft für ein Jahr』)

## 上映作品

### コンペティション部門
長編映画のみ記載。アルファベット順。邦題がついていない場合は原題の下に英題。
| 題名 原題                                                  | 監督                                 | 製作国                       |
| ---------------------------------------------------------- | ------------------------------------ | ---------------------------- |
| スクープ 悪意の不在 Absence of Malice                      | シドニー・ポラック                   | アメリカ合衆国               |
| 女には向かない職業 An Unsuitable Job For A Woman           | クリストファー・ペティト             | イギリス                     |
| Beyroutou el lika                                          | Borhane Alaouié                      | レバノン チュニジア ベルギー |
| Bürgschaft für ein Jahr                                    | Herrmann Zschoche                    | 東ドイツ                     |
| Den enfaldige Mördaren (The Simple-Minded Murder)          | ハンス・アルフレッドソン             | スウェーデン                 |
| ベロニカ・フォスのあこがれ Die Sehnsucht der Veronika Voss | ライナー・ヴェルナー・ファスビンダー | 西ドイツ                     |
| Dreszcze (Shivers)                                         | ヴォィチェフ・マルチェフスキ         | ポーランド                   |
| Eine Deutsche Revolution                                   | ヘルム・ヘルプスト                   | 西ドイツ                     |
| Het meisje met het rode haar (The Girl With The Red Hair)  | ベン・ヴェルボング                   | オランダ                     |
| Il Marchese del Grillo                                     | マリオ・モニチェリ                   | イタリア フランス            |
| Kraftprobe                                                 | ハイディ・ゲネー                     | 西ドイツ                     |
| 女たちの恋 L'amour des femmes                              | ミシェル・ステー                     | スイス フランス              |
| 新しい家族 Muzhiki!                                        | イスクラ・バービッチ                 | ソビエト連邦                 |
| 日本の熱い日々 謀殺・下山事件                              | 熊井啓                               | 日本                         |
| Requiem                                                    | ゾルタン・ファブリ                   | ハンガリー                   |
| Romanze mit Amelie                                         | ウルリッヒ・タイン                   | 東ドイツ                     |
| さらば愛しき大地                                           | 柳町光男                             | 日本                         |
| The Killing Of Angel Street                                | ドナルド・クロンビー                 | オーストラリア               |
| Tzlila Chozeret (Repeat Drive)                             | シモン・ドータン                     | イスラエル                   |
| Une étrange affair (Strange Affair)                        | ピエール・グラニエ＝ドフェール       | フランス                     |
| Xiang Qing                                                 | フー・ピンリウ ワン・ジン            | 中国                         |

## 日本映画
コンペティション部門に熊井啓の『日本の熱い日々 謀殺・下山事件』と柳町光男の『さらば愛しき大地』が出品されたが、いずれも無冠に終わった。
その他は、青年映画部門で後藤俊夫の『マタギ』が上映された。

## 審査員
- ジョーン・フォンテイン (アメリカ/女優)
- ヘルマ・サンダース・ブラームス (西ドイツ/監督)
- ムリナール・セーン (インド/監督)
- László Lugossy (ハンガリー/監督)
- Joe Hembus (西ドイツ/俳優・脚本家)
- ブリジット・フォッセー (フランス/女優)
- デイヴィッド・ストラットン (オーストラリア/俳優)
- ジャン・ルイージ・ロンディ (イタリア/評論家)
- ウラジミール・バスカコフ (ソ連/作家)